# Gran Sasso
Pour les articles homonymes, voir Sasso.
Le Gran Sasso (littéralement « grande pierre » en italien) est un massif des Apennins, qui s'étend principalement dans les provinces de Teramo et L'Aquila (Abruzzes) en Italie centrale.

## Géographie

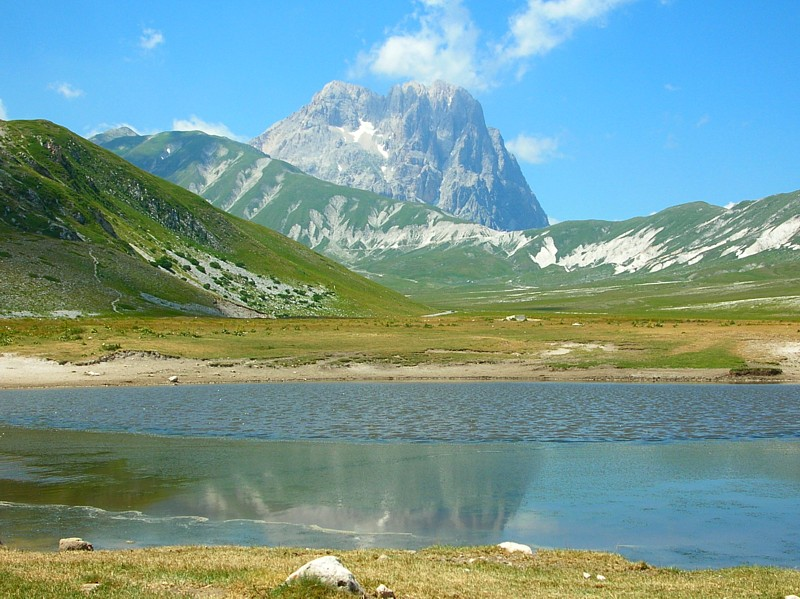
Corno Grande, le plus grand pic du Gran Sasso d'Italie, vu depuis le Campo Imperatore.

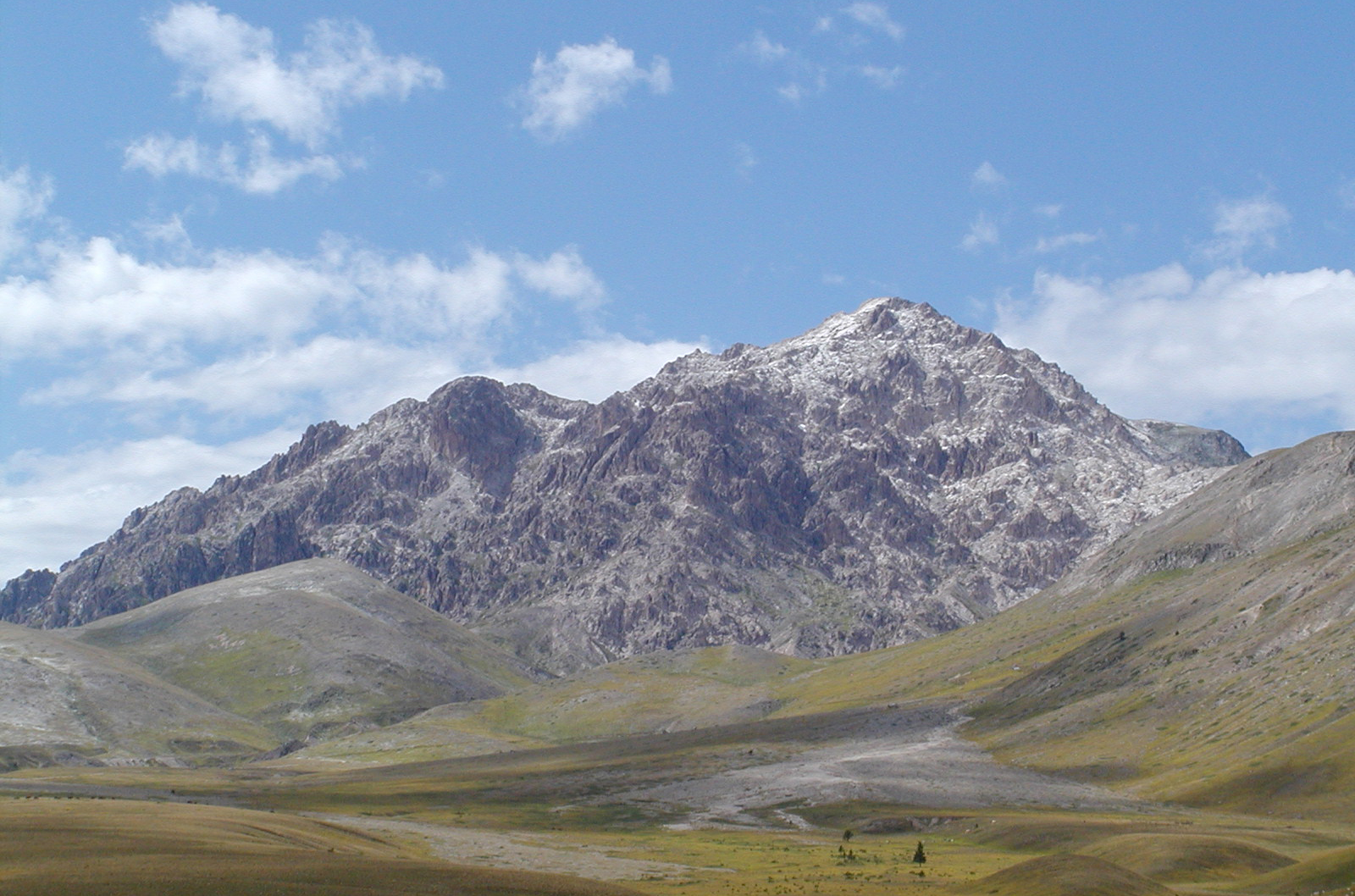
Haute-plaine du Gran Sasso : Campo Imperatore.

Le point culminant du Gran Sasso est le Corno Grande, à 2 912 m. Le lac artificiel de Campotosto se situe à 1 313 mètres d'altitude. Le massif comprend le plus méridional des glaciers européens, de cinq hectares à 2 700 mètres d'altitude, le glacier du Calderone. Le Campo Imperatore est une vaste plaine d'altitude à 1 800 mètres. Le Grand Sasso, se partage entre les étages nival au sommet, alpin et subalpin.

### Climat
Le climat est montagnard d'après la classification de Köppen. Ce climat est marqué par la présence de névés et d'un glacier de petite taille.

## Histoire
Le premier refuge y fut construit en 1886, le deuxième en 1908. Le Corno Grande fut atteint pour la première fois en 1573 par l'ingénieur Francesco De Marchi. 
Le 12 septembre 1943, des forces spéciales allemandes (parachutistes et Waffen-SS) parviennent à se poser sur le Campo Imperatore et à libérer Benito Mussolini, qui y était emprisonné sur ordre du nouveau gouvernement italien (opération Eiche).
Le 22 août 2006, un gigantesque éboulement est survenu sur le Corno Grande, au niveau de la grande paroi de 2 000 mètres de dénivelé qui domine l'A24 et la vallée de Teramo jusqu'à la mer Adriatique. C'est un phénomène récurrent.

## Économie
L'économie repose sur l'élevage, l'agriculture et surtout le tourisme.

## Environnement
Après cent ans d'absence, les isards des Apennins ont été réintroduits dans le massif en 1992 ; en 2019 on comptait environ 1 000 individus. On y trouve aussi des loups, des ours, des cerfs, des aigles, des vautours, et parmi les plantes, des gentianes et des edelweiss.
Le massif abrite depuis 1991 le parc national du Gran Sasso e Monti della Laga d'une étendue de 1 500 km2.

## Sport
Ce massif a accueilli 7 arrivées d'étape sur le Tour d'Italie dont par 6 fois sur le Campo Imperatore.
| Année | Vainqueur            | Étape | Sommet           |
| ----- | -------------------- | ----- | ---------------- |
| 1971  | Vicente López Carril | 5e    | Campo Imperatore |
| 1975  | Giovanni Battaglin   | 3e    | Prati di Tivo    |
| 1985  | Franco Chioccioli    | 14e   | Campo Imperatore |
| 1989  | John Carlsen         | 8e    | Campo Imperatore |
| 1999  | Marco Pantani        | 8e    | Campo Imperatore |
| 2018  | Simon Yates          | 9e    | Campo Imperatore |
| 2023  | Davide Bais          | 7e    | Campo Imperatore |

## Sciences
Le laboratoire national du Gran Sasso est un laboratoire de recherche souterrain de physique des particules composé de vastes installations souterraines sous la montagne. C’est le plus grand centre de recherche souterrain du monde. 